# Melitaea codinai
Melitaea codinai är en fjärilsart som beskrevs av De Sagarra 1930. Melitaea codinai ingår i släktet Melitaea och familjen praktfjärilar. Inga underarter finns listade i Catalogue of Life.